# ماتیاس ری
ماتیاس ری (اسپانیایی: Matías Rey‎؛ زادهٔ ۱ دسامبر ۱۹۸۴) بازیکن هاکی روی چمن اهل آرژانتین است که در مسابقات کشوری و بین‌المللی در مجموع برندهٔ 5 مدال طلا، 2 مدال نقره، 2 مدال برنز شده‌است.